# 全国高等学校野球選手権大会 (長崎県勢)
全国高等学校野球選手権大会における長崎県勢の成績について記す。

## 大会結果
| 大会                  | 代表校                                         | 試合結果                                       | 試合結果                                       | 成績                                           |
| --------------------- | ---------------------------------------------- | ---------------------------------------------- | ---------------------------------------------- | ---------------------------------------------- |
| 第3回大会（1917年）   | 長崎中（九州・初出場）                         | 1回戦                                          | ● 3 - 6 杵築中                                 | 1回戦                                          |
| 第3回大会（1917年）   | 長崎中（九州・初出場）                         | 敗者復活                                       | ● 2 - 8 明星商                                 | 1回戦                                          |
| 第11回大会（1925年）  | 長崎商（北九州・初出場）                       | 2回戦                                          | ○ 3 - 1 市岡中                                 | ベスト8                                        |
| 第11回大会（1925年）  | 長崎商（北九州・初出場）                       | 準々決勝                                       | ● 2 - 3 大連商                                 | ベスト8                                        |
| 第12回大会（1926年）  | 長崎商（北九州・2年連続2回目）                 | 1回戦                                          | ● 2 - 4 鳥取一中                               | 初戦敗退                                       |
| 第31回大会（1949年）  | 長崎東（西九州・初出場）                       | 2回戦                                          | ● 4 - 15 小倉北                                | 初戦敗退                                       |
| 第33回大会（1951年）  | 長崎西（西九州・34年ぶり2回目）                | 2回戦                                          | ● 4 - 5x 芦屋                                  | 初戦敗退                                       |
| 第34回大会（1952年）  | 長崎商（西九州・26年ぶり3回目）                | 2回戦                                          | ○ 2 - 0 敦賀                                   | ベスト4                                        |
| 第34回大会（1952年）  | 長崎商（西九州・26年ぶり3回目）                | 準々決勝                                       | ○ 1 - 0 日大三（延長11回）                     | ベスト4                                        |
| 第34回大会（1952年）  | 長崎商（西九州・26年ぶり3回目）                | 準決勝                                         | ● 0 - 1 八尾                                   | ベスト4                                        |
| 第36回大会（1954年）  | 長崎商（西九州・2年ぶり4回目）                 | 1回戦                                          | ● 1 - 6 千葉商                                 | 初戦敗退                                       |
| 第40回大会（1958年）  | 長崎南山（初出場）                             | 1回戦                                          | ● 0 - 1 東北                                   | 初戦敗退                                       |
| 第41回大会（1959年）  | 海星（西九州・初出場）                         | 2回戦                                          | ● 0 - 6 平安                                   | 初戦敗退                                       |
| 第43回大会（1961年）  | 海星（西九州・2年ぶり2回目）                   | 1回戦                                          | ● 0 - 3 桐蔭                                   | 初戦敗退                                       |
| 第45回大会（1963年）  | 海星（2年ぶり3回目）                           | 1回戦                                          | ● 1 - 7 大宮                                   | 初戦敗退                                       |
| 第46回大会（1964年）  | 海星（西九州・2年連続4回目）                   | 1回戦                                          | ● 4 - 6 大府                                   | 初戦敗退                                       |
| 第48回大会（1966年）  | 海星（西九州・2年ぶり5回目）                   | 1回戦                                          | ● 5 - 8 岡山東商                               | 初戦敗退                                       |
| 第49回大会（1967年）  | 海星（西九州・2年連続6回目）                   | 1回戦                                          | ● 2 - 4 小倉工                                 | 初戦敗退                                       |
| 第50回大会（1968年）  | 海星（3年連続7回目）                           | 1回戦                                          | ○ 10 - 1 新潟商                                | 3回戦                                          |
| 第50回大会（1968年）  | 海星（3年連続7回目）                           | 2回戦                                          | ○ 3 - 1 三沢                                   | 3回戦                                          |
| 第50回大会（1968年）  | 海星（3年連続7回目）                           | 3回戦                                          | ● 0 - 4 興南                                   | 3回戦                                          |
| 第51回大会（1969年）  | 長崎商（西九州・15年ぶり5回目）                | 2回戦                                          | ● 1 - 2 若狭                                   | 初戦敗退                                       |
| 第53回大会（1971年）  | 海星（西九州・3年ぶり8回目）                   | 1回戦                                          | ○ 4 - 1 高崎商                                 | 2回戦                                          |
| 第53回大会（1971年）  | 海星（西九州・3年ぶり8回目）                   | 2回戦                                          | ● 0 - 6 桐蔭学園                               | 2回戦                                          |
| 第54回大会（1972年）  | 海星（西九州・2年連続9回目）                   | 1回戦                                          | ○ 2 - 0 三重・海星                             | 2回戦                                          |
| 第54回大会（1972年）  | 海星（西九州・2年連続9回目）                   | 2回戦                                          | ● 1 - 6 明星                                   | 2回戦                                          |
| 第55回大会（1973年）  | 海星（3年連続10回目）                          | 2回戦                                          | ● 0 - 10 静岡                                  | 初戦敗退                                       |
| 第56回大会（1974年）  | 佐世保工（西九州・初出場）                     | 2回戦                                          | ● 0 - 3 城西                                   | 初戦敗退                                       |
| 第57回大会（1975年）  | 諫早（西九州・初出場）                         | 2回戦                                          | ● 1 - 4 磐城                                   | 初戦敗退                                       |
| 第58回大会（1976年）  | 海星（西九州・3年ぶり11回目）                  | 1回戦                                          | ○ 2x - 1 徳島商（延長10回）                    | ベスト4                                        |
| 第58回大会（1976年）  | 海星（西九州・3年ぶり11回目）                  | 2回戦                                          | ○ 8 - 0 福井                                   | ベスト4                                        |
| 第58回大会（1976年）  | 海星（西九州・3年ぶり11回目）                  | 3回戦                                          | ○ 1 - 0 崇徳                                   | ベスト4                                        |
| 第58回大会（1976年）  | 海星（西九州・3年ぶり11回目）                  | 準々決勝                                       | ○ 4 - 2 東北                                   | ベスト4                                        |
| 第58回大会（1976年）  | 海星（西九州・3年ぶり11回目）                  | 準決勝                                         | ● 2 - 3 PL学園（延長11回）                     | ベスト4                                        |
| 第60回大会（1978年）  | 佐世保工（4年ぶり2回目）                       | 2回戦                                          | ● 1 - 6 中京                                   | 初戦敗退                                       |
| 第61回大会（1979年）  | 諫早（4年ぶり2回目）                           | 1回戦                                          | ● 1 - 7 県岐阜商                               | 初戦敗退                                       |
| 第62回大会（1980年）  | 瓊浦（初出場）                                 | 1回戦                                          | ● 0 - 4 東北                                   | 初戦敗退                                       |
| 第63回大会（1981年）  | 長崎西（30年ぶり3回目）                        | 2回戦                                          | ● 0 - 4 名古屋電気                             | 初戦敗退                                       |
| 第64回大会（1982年）  | 佐世保工（4年ぶり3回目）                       | 1回戦                                          | ○ 6 - 1 東海大山形                             | 2回戦                                          |
| 第64回大会（1982年）  | 佐世保工（4年ぶり3回目）                       | 2回戦                                          | ● 0 - 3 中京                                   | 2回戦                                          |
| 第65回大会（1983年）  | 佐世保工（2年連続4回目）                       | 1回戦                                          | ○ 2 - 0 黒沢尻工                               | 2回戦                                          |
| 第65回大会（1983年）  | 佐世保工（2年連続4回目）                       | 2回戦                                          | ● 0 - 6 横浜商                                 | 2回戦                                          |
| 第66回大会（1984年）  | 海星（8年ぶり12回目）                          | 1回戦                                          | ○ 5 - 4 学法石川                               | 2回戦                                          |
| 第66回大会（1984年）  | 海星（8年ぶり12回目）                          | 2回戦                                          | ● 0 - 6 桐蔭学園                               | 2回戦                                          |
| 第67回大会（1985年）  | 佐世保実（初出場）                             | 1回戦                                          | ● 1 - 5 立教                                   | 初戦敗退                                       |
| 第68回大会（1986年）  | 島原中央（初出場）                             | 1回戦                                          | ● 0 - 3 土浦日大                               | 初戦敗退                                       |
| 第69回大会（1987年）  | 長崎商（18年ぶり6回目）                        | 2回戦                                          | ● 4 - 5 高岡商                                 | 初戦敗退                                       |
| 第70回大会（1988年）  | 小浜（初出場）                                 | 1回戦                                          | ● 1 - 19 常総学院                              | 初戦敗退                                       |
| 第71回大会（1989年）  | 海星（5年ぶり13回目）                          | 2回戦                                          | ● 2 - 10 三重・海星                            | 初戦敗退                                       |
| 第72回大会（1990年）  | 海星（2年連続14回目）                          | 1回戦                                          | ● 0 - 3 日大東北                               | 初戦敗退                                       |
| 第73回大会（1991年）  | 瓊浦（11年ぶり2回目）                          | 2回戦                                          | ● 5 - 6x 市川                                  | 初戦敗退                                       |
| 第74回大会（1992年）  | 佐世保実（7年ぶり2回目）                       | 2回戦                                          | ○ 4x - 3 常総学院（延長11回）                  | 3回戦                                          |
| 第74回大会（1992年）  | 佐世保実（7年ぶり2回目）                       | 3回戦                                          | ● 0 - 2 拓大紅陵                               | 3回戦                                          |
| 第75回大会（1993年）  | 長崎日大（初出場）                             | 1回戦                                          | ○ 3 - 2 松商学園（延長12回）                   | 2回戦                                          |
| 第75回大会（1993年）  | 長崎日大（初出場）                             | 2回戦                                          | ● 1 - 4 小林西                                 | 2回戦                                          |
| 第76回大会（1994年）  | 長崎北陽台（初出場）                           | 1回戦                                          | ○ 2 - 0 関東一                                 | ベスト8                                        |
| 第76回大会（1994年）  | 長崎北陽台（初出場）                           | 2回戦                                          | ○ 4 - 1 宿毛                                   | ベスト8                                        |
| 第76回大会（1994年）  | 長崎北陽台（初出場）                           | 3回戦                                          | ○ 3 - 2 中越                                   | ベスト8                                        |
| 第76回大会（1994年）  | 長崎北陽台（初出場）                           | 準々決勝                                       | ● 5 - 14 樟南                                  | ベスト8                                        |
| 第77回大会（1995年）  | 長崎日大（2年ぶり2回目）                       | 1回戦                                          | ● 2 - 4 佐久長聖                               | 初戦敗退                                       |
| 第78回大会（1996年）  | 波佐見（初出場）                               | 2回戦                                          | ○ 4 - 2 秋田経法大付                           | ベスト8                                        |
| 第78回大会（1996年）  | 波佐見（初出場）                               | 3回戦                                          | ○ 8 - 5 宇都宮南                               | ベスト8                                        |
| 第78回大会（1996年）  | 波佐見（初出場）                               | 準々決勝                                       | ● 6 - 7 熊本工                                 | ベスト8                                        |
| 第79回大会（1997年）  | 長崎南山（39年ぶり2回目）                      | 1回戦                                          | ● 4 - 6 豊田大谷（延長12回）                   | 初戦敗退                                       |
| 第80回大会（1998年）  | 長崎日大（3年ぶり3回目）                       | 2回戦                                          | ● 1 - 4 帝京                                   | 初戦敗退                                       |
| 第81回大会（1999年）  | 長崎日大（2年連続4回目）                       | 1回戦                                          | ○ 5 - 0 日大三                                 | 3回戦                                          |
| 第81回大会（1999年）  | 長崎日大（2年連続4回目）                       | 2回戦                                          | ○ 6x - 5 明徳義塾（延長11回）                  | 3回戦                                          |
| 第81回大会（1999年）  | 長崎日大（2年連続4回目）                       | 3回戦                                          | ● 2 - 3x 滝川二                                | 3回戦                                          |
| 第82回大会（2000年）  | 長崎日大（3年連続5回目）                       | 1回戦                                          | ○ 5 - 3 富山商                                 | ベスト8                                        |
| 第82回大会（2000年）  | 長崎日大（3年連続5回目）                       | 2回戦                                          | ○ 3 - 1 酒田南                                 | ベスト8                                        |
| 第82回大会（2000年）  | 長崎日大（3年連続5回目）                       | 3回戦                                          | ○ 6 - 2 徳島商                                 | ベスト8                                        |
| 第82回大会（2000年）  | 長崎日大（3年連続5回目）                       | 準々決勝                                       | ● 7 - 8 育英                                   | ベスト8                                        |
| 第83回大会（2001年）  | 波佐見（5年ぶり2回目）                         | 1回戦                                          | ● 1 - 4 佐野日大                               | 初戦敗退                                       |
| 第84回大会（2002年）  | 海星（12年ぶり15回目）                         | 1回戦                                          | ○ 8 - 1 日本文理                               | 2回戦                                          |
| 第84回大会（2002年）  | 海星（12年ぶり15回目）                         | 2回戦                                          | ● 0 - 3 智弁学園                               | 2回戦                                          |
| 第85回大会（2003年）  | 長崎日大（3年ぶり6回目）                       | 1回戦                                          | ● 4 - 5x 静岡                                  | 初戦敗退                                       |
| 第86回大会（2004年）  | 佐世保実（12年ぶり3回目）                      | 2回戦                                          | ● 3 - 7 駒大苫小牧                             | 初戦敗退                                       |
| 第87回大会（2005年）  | 清峰（初出場）                                 | 1回戦                                          | ○ 4 - 2 愛工大名電（延長13回）                 | 3回戦                                          |
| 第87回大会（2005年）  | 清峰（初出場）                                 | 2回戦                                          | ○ 9 - 4 済美                                   | 3回戦                                          |
| 第87回大会（2005年）  | 清峰（初出場）                                 | 3回戦                                          | ● 1 - 4 大阪桐蔭                               | 3回戦                                          |
| 第88回大会（2006年）  | 清峰（2年連続2回目）                           | 1回戦                                          | ○ 22 - 3 光南                                  | 2回戦                                          |
| 第88回大会（2006年）  | 清峰（2年連続2回目）                           | 2回戦                                          | ● 6 - 7 福井商                                 | 2回戦                                          |
| 第89回大会（2007年）  | 長崎日大（4年ぶり7回目）                       | 2回戦                                          | ○ 3 - 1 星稜                                   | ベスト4                                        |
| 第89回大会（2007年）  | 長崎日大（4年ぶり7回目）                       | 3回戦                                          | ○ 5 - 4 京都外大西                             | ベスト4                                        |
| 第89回大会（2007年）  | 長崎日大（4年ぶり7回目）                       | 準々決勝                                       | ○ 7 - 1 楊志館                                 | ベスト4                                        |
| 第89回大会（2007年）  | 長崎日大（4年ぶり7回目）                       | 準決勝                                         | ● 0 - 3 佐賀北                                 | ベスト4                                        |
| 第90回大会（2008年）  | 清峰（2年ぶり3回目）                           | 1回戦                                          | ○ 11 - 3 白鷗大足利                            | 2回戦                                          |
| 第90回大会（2008年）  | 清峰（2年ぶり3回目）                           | 2回戦                                          | ● 4 - 5 東邦                                   | 2回戦                                          |
| 第91回大会（2009年）  | 長崎日大（2年ぶり8回目）                       | 1回戦                                          | ● 5 - 8 花巻東                                 | 初戦敗退                                       |
| 第92回大会（2010年）  | 長崎日大（2年連続9回目）                       | 1回戦                                          | ○ 4 - 2 北照                                   | 2回戦                                          |
| 第92回大会（2010年）  | 長崎日大（2年連続9回目）                       | 2回戦                                          | ● 2 - 3 佐賀学園                               | 2回戦                                          |
| 第93回大会（2011年）  | 海星（9年ぶり16回目）                          | 2回戦                                          | ● 0 - 4 東洋大姫路                             | 初戦敗退                                       |
| 第94回大会（2012年）  | 佐世保実（8年ぶり4回目）                       | 1回戦                                          | ○ 5 - 3 札幌第一                               | 2回戦                                          |
| 第94回大会（2012年）  | 佐世保実（8年ぶり4回目）                       | 2回戦                                          | ● 7 - 12 宇部鴻城                              | 2回戦                                          |
| 第95回大会（2013年）  | 佐世保実（2年連続5回目）                       | 1回戦                                          | ● 0 - 1 樟南                                   | 初戦敗退                                       |
| 第96回大会（2014年）  | 海星（3年ぶり17回目）                          | 2回戦                                          | ● 5 - 7 二松学舎大付                           | 初戦敗退                                       |
| 第97回大会（2015年）  | 創成館（初出場）                               | 1回戦                                          | ○ 3x - 2 天理                                  | 2回戦                                          |
| 第97回大会（2015年）  | 創成館（初出場）                               | 2回戦                                          | ● 3 - 8 健大高崎                               | 2回戦                                          |
| 第98回大会（2016年）  | 長崎商（29年ぶり7回目）                        | 1回戦                                          | ● 3 - 5 山梨学院                               | 初戦敗退                                       |
| 第99回大会（2017年）  | 波佐見（16年ぶり3回目）                        | 1回戦                                          | ● 5 - 6x 彦根東                                | 初戦敗退                                       |
| 第100回大会（2018年） | 創成館（3年ぶり2回目）                         | 1回戦                                          | ● 0 - 7 創志学園                               | 初戦敗退                                       |
| 第101回大会（2019年） | 海星（5年ぶり18回目）                          | 2回戦                                          | ○ 3 - 2 聖光学院                               | 3回戦                                          |
| 第101回大会（2019年） | 海星（5年ぶり18回目）                          | 3回戦                                          | ● 6 - 7x 八戸学院光星                          | 3回戦                                          |
| 第102回大会（2020年） | （新型コロナウイルス感染症流行による大会中止） | （新型コロナウイルス感染症流行による大会中止） | （新型コロナウイルス感染症流行による大会中止） | （新型コロナウイルス感染症流行による大会中止） |
| 第103回大会（2021年） | 長崎商（5年ぶり8回目）                         | 1回戦                                          | ○ 8 - 4 熊本工                                 | 3回戦                                          |
| 第103回大会（2021年） | 長崎商（5年ぶり8回目）                         | 2回戦                                          | ○ 6 - 2 専大松戸                               | 3回戦                                          |
| 第103回大会（2021年） | 長崎商（5年ぶり8回目）                         | 3回戦                                          | ● 5 - 6x 神戸国際大付（延長10回）              | 3回戦                                          |
| 第104回大会（2022年） | 海星（3年ぶり19回目）                          | 1回戦                                          | ○ 11 - 0 日本文理                              | 3回戦                                          |
| 第104回大会（2022年） | 海星（3年ぶり19回目）                          | 2回戦                                          | ○ 4 - 2 天理                                   | 3回戦                                          |
| 第104回大会（2022年） | 海星（3年ぶり19回目）                          | 3回戦                                          | ● 1 - 7 近江                                   | 3回戦                                          |
| 第105回大会（2023年） | 創成館（5年ぶり3回目）                         | 2回戦                                          | ○ 6 - 3 星稜                                   | 3回戦                                          |
| 第105回大会（2023年） | 創成館（5年ぶり3回目）                         | 3回戦                                          | ● 1 - 5 沖縄尚学                               | 3回戦                                          |
| 第106回大会（2024年） | 創成館（2年連続4回目）                         | 1回戦                                          | ○ 1 - 0 白樺学園                               | 2回戦                                          |
| 第106回大会（2024年） | 創成館（2年連続4回目）                         | 2回戦                                          | ● 4 - 5 大社（延長10回TB）                     | 2回戦                                          |
| 第107回大会（2025年） | 創成館（3年連続5回目）                         | 1回戦                                          | ○ 3 - 1 小松大谷                               | 3回戦                                          |
| 第107回大会（2025年） | 創成館（3年連続5回目）                         | 2回戦                                          | ○ 1 - 0 神村学園                               | 3回戦                                          |
| 第107回大会（2025年） | 創成館（3年連続5回目）                         | 3回戦                                          | ● 1 - 4 関東第一                               | 3回戦                                          |

## 通算成績
| 出場 | 試合 | 勝利 | 敗戦 | 引分 | 勝率 | 優勝 | 準優勝 | ベスト4 | ベスト8 |
| ---- | ---- | ---- | ---- | ---- | ---- | ---- | ------ | ------- | ------- |
| 69   | 116  | 46   | 70   | 0    | .397 | 0    | 0      | 3       | 4       |

## 学校別成績
| 校名       | 出場数 | 直近出場 | 通算成績 | 最高成績 | 前身校 |
| ---------- | ------ | -------- | -------- | -------- | ------ |
| 海星       | 19回   | 2022年   | 13勝19敗 | ベスト4  |        |
| 長崎日大   | 9回    | 2010年   | 10勝9敗  | ベスト4  |        |
| 創成館     | 5回    | 2025年   | 5勝5敗   | 3回戦    |        |
| 長崎商     | 8回    | 2021年   | 5勝8敗   | ベスト4  |        |
| 佐世保実   | 5回    | 2013年   | 2勝5敗   | 3回戦    |        |
| 佐世保工   | 4回    | 1983年   | 2勝4敗   | 2回戦    |        |
| 清峰       | 3回    | 2008年   | 4勝3敗   | 3回戦    |        |
| 波佐見     | 3回    | 2017年   | 2勝3敗   | ベスト8  |        |
| 長崎西     | 3回    | 1981年   | 0勝4敗   | 1回戦    | 長崎中 |
| 諫早       | 2回    | 1979年   | 0勝2敗   | 初戦敗退 |        |
| 瓊浦       | 2回    | 1991年   | 0勝2敗   | 初戦敗退 |        |
| 長崎南山   | 2回    | 1997年   | 0勝2敗   | 初戦敗退 | 南山   |
| 長崎北陽台 | 1回    | 1994年   | 3勝1敗   | ベスト8  |        |
| 長崎東     | 1回    | 1949年   | 0勝1敗   | 初戦敗退 |        |
| 島原中央   | 1回    | 1986年   | 0勝1敗   | 初戦敗退 |        |
| 小浜       | 1回    | 1988年   | 0勝1敗   | 初戦敗退 |        |